# Placido della Marra
Placido della Marra o de Marra (Napoli, 1560 circa – Melfi, 2 dicembre 1620) è stato un vescovo cattolico italiano.

## Biografia
Era figlio del nobile Giovanni Donato, dei duchi di Guardia Lombarda, e di sua moglie Ippolita Carbone. Abbracciò lo stato ecclesiastico e fu referendario delle due Segnature.
Fu vescovo di Melfi e Rapolla e vi celebrò un sinodo.
Fu anche diplomatico al servizio della Santa Sede: nel 1608 fu inviato da papa Paolo V insieme con il cardinale Giovanni Garzia Mellini inviato presso l'imperatore Rodolfo II; Mellini favorì poi la sua nomina a nunzio presso l'arciduca Mattia, re d'Ungheria e poi (dal 1612) imperatore.
Ammalatosi nel 1615, fu richiamato in patria nel 1616 e morì a Melfi. Fu sepolto in cattedrale.

## Genealogia episcopale e successione apostolica
La genealogia episcopale è:
- Cardinale Scipione Rebiba
- Cardinale Giulio Antonio Santori
- Vescovo Placido della Marra

La successione apostolica è:
- Cardinale Melchior Khlesl (1614)